# Bombardování Guerniky

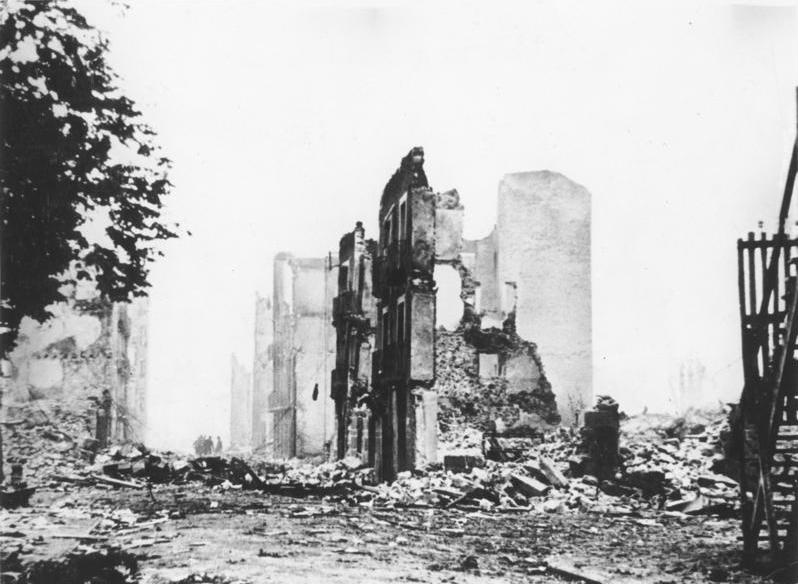
Guernica po bombardování

Bombardování Guerniky (26. dubna 1937) byl letecký útok na baskické město Guernica ve Španělsku, který způsobil velké škody a přinesl značné civilní oběti. Tento incident se odehrál během španělské občanské války. Bombardování se zúčastnily intervenční letecké jednotky německé Luftwaffe (Legie Condor) a italského letectva Aviazione Legionaria. Počet letounů účastnících se náletu nebyl velký, cca 40 strojů. Z toho bylo 22 německých bombardérů (18 Ju-52, 1 Do-17 a 3 He-111B) a 3 italské bombardéry SM-79. Celkem shodily zhruba 30 tun pum. Zbylé letouny byly doprovodné stíhačky. Počet nacionalistických Ju-52 účastnících se náletu není znám, byl ale patrně nízký. Další ztráty způsobilo ostřelování cest německými stíhacími He-51 a Bf-109. 
Informace o počtu obětí se liší. Baskická vláda uvádí 1654 mrtvých. Ruské archivy uvádějí 800 mrtvých 1. května 1937, ale tyto počty nezahrnují mrtvé, kteří zemřeli později v nemocnicích na následky svých zranění nebo jejichž těla byla nalezena v sutinách domů. Britské zdroje, do značné míry nezávislé, uvádí 400 obětí náletu. Tento nálet bývá často označován za první akci v moderních vojenských dějinách, která byla mířena proti bezbranným civilistům, ačkoli již předtím bylo mnohokrát bombardováno i hlavní město Madrid. Bombardování se stalo námětem i slavné protiválečné malby Guernica Pabla Picassa (kterou Picasso započal dříve, než došlo k leteckému útoku na město). Událost líčil i německý umělec Heinz Kiwitz, který vytvořil dřevoryt tohoto masakru a později byl zabit v Interbrigádě. Bombardování šokovalo a inspirovalo mnoho umělců. Guernica je také název jedné z nejnásilnějších soch umělce Reného Iché a básně básníka Paula Éluarda (Vítězství Guerniky). Také existuje krátký film z roku 1950 od režiséra Alaina Resnaise, s názvem Guernica.
Guernika (baskicky Gernika, od roku 1983 oficiálně Gernica-Lumo), byla pro Basky dlouhou dobu městem velkého významu.

## Vojenská situace
Nacionalistické zálohy vedeny generálem Franciscem Francem, se prokousávaly na území ovládané republikánskou vládou. Baskická vláda, autonomní regionální útvar, vytvořený baskickými nacionalisty a levicí, hledala cestu k obraně provincií Bizkaia a Gipuzkoa svou vlastní armádou. V době náletu znázorňovala Guernica pro republikánské jednotky strategický ohniskový bod.
Před náletem Legie Condor město nebylo přímo zapojeno do bojů, ačkoliv vládní jednotky se nacházely nedaleko od města. (23 praporů baskické armády se nacházelo na frontě východně od Guerniky.) Město bylo rovněž útočištěm dvou praporů baskické armády,[zdroj⁠?!] přesto nemělo žádnou stálou protileteckou obranu.

## Tržní den
Pondělí, 26. dubna měl být pravděpodobně tržní den a v někdejším hlavním baskickém městě se mělo nacházet okolo 10 000 lidí. Trh přilákal do města mnoho lidí z přilehlých oblastí, uzavřít obchod. Místní farmáři přinášeli svoje plodiny na hlavní náměstí, kde se pořádal trh, aby je mohli prodat vesničanům. Nálet byl schválně naplánován na pondělí, kdy se ve městě běžně trh konal.
Stále se vedou historické debaty, zda se toto pondělí trh skutečně konal: Baskická vláda ještě před bombardováním nařídila generální zákaz konání trhů, jako prevenci k zácpám na silnicích a omezila shromažďování lidí. Panují všeobecné pochyby, zda v době útoku bylo nařízení doručeno do všech částí Baskicka, včetně Guernicy. Většina historiků přiznává, že pondělí skutečně mohlo být tržním dnem.